# Rivellia eximia
Rivellia eximia är en tvåvingeart som beskrevs av Wulp 1897. Rivellia eximia ingår i släktet Rivellia och familjen bredmunsflugor.
Artens utbredningsområde är Sri Lanka. Inga underarter finns listade i Catalogue of Life.